# Thomas Edmondson
Thomas Edmondson (30. června 1792, Lancaster – 22. května 1851, Manchester) byl anglický vynálezce Edmondsonovy jízdenky.
Edmondson byl členem Společnosti přátel a původně pracoval v Lancasteru jako truhlář, vyrábějící nábytek v dílně v Gillow. V roce 1839, po otevření železniční trati společnosti Newcastle and Carlisle Railway ve stanici Milton (dnes Brampton) pracoval jako přednosta stanice a tak musel vydávat i jízdenky. Aby svou práci zjednodušil, vymyslel nový typ jízdenky z kartonu (do té doby se používaly jízdenky papírové) i způsob jak na ni pomocí dřevěné desky tisknout pořadová čísla a údaje o trase. Do té doby se na jízdenku ručně vypisovalo jméno cestujícího a platnost byla dána razítkem s datem. Thomas Edmondson na kartónové jízdenky získal patent.
Vynález, který přinesl Edmondsonovi úspěch a bohatství byl stroj který dovedl tisknout celé kompletní řady jízdenek s předtištěnými údaji a pořadovými čísly. Stroj si nechal také patentovat. Edmondson pobíral licenční poplatky od každé železniční firmy používající jeho patent – ročně ve výši 10 šilinků z každé míle trati vlastněné danou společností.
Jeho stroje na tisk jízdenek a od nich odvozené a zdokonalené stroje se brzy staly standardním vybavením britských i zahraničních železničních společností. Edmondson zemřel jako zámožný občan; členové jeho rodiny pokračovali v jeho podnikání ještě mnoho let.